# Danny Welbeck
Daniel Nii Tackie Mensah „Danny“ Welbeck (* 26. November 1990 in Manchester) ist ein englischer Fußballspieler, der aktuell bei Brighton & Hove Albion unter Vertrag steht.

## Spielerkarriere

### National
Nachdem Danny Welbeck, Sohn ghanaischer Eltern, 2005 im Alter von 14 Jahren in die Jugendmannschaft von Manchester United aufgenommen wurde, gab er am 11. November 2008 mit 17 Jahren sein Debüt in der ersten Mannschaft von Manchester United im League Cup beim 1:0-Heimsieg über die Queens Park Rangers und bereitete den Siegtreffer von Carlos Tévez vor. Vier Tage später, am 15. November 2008, erzielte er nach seiner Einwechslung für Park Ji-sung das zwischenzeitliche 4:0 in seinem Premier-League-Debüt gegen Stoke City. Im Januar 2010 wurde er für die restliche Saison an Preston North End verliehen, bei denen kurz zuvor Darren Ferguson, Sohn des United-Trainers Alex Ferguson, den Trainerposten übernommen hatte.
Im August 2010 wurde Welbeck an den AFC Sunderland ausgeliehen. Sein erstes Spiel für den AFC Sunderland absolvierte er direkt am ersten Spieltag, als er in der 83. Minute für Darren Bent eingewechselt wurde. Das Spiel gegen Birmingham City endete mit einem 2:2. Am 14. Spieltag erzielte Danny Welbeck sein erstes Tor. Der Gegner hies FC Chelsea und er erzielte das Tor zum 3:0-Endstand.
Zur Saison 2011/12 kehrte Welbeck zu Manchester United zurück und konnte sich in den ersten Saisonspielen einen Stammplatz neben Wayne Rooney im Sturm erarbeiten. Er verblieb dort noch zwei weitere Spielzeiten und konnte für die Red Devils in 92 Spielen auch 20 Tore erzielen.
Am 1. September 2014 wechselte Welbeck zum FC Arsenal. Er konnte sich bei den Gunners sofort als Stammspieler durchsetzen. Sein Debüt für den Londoner Klub gab er am 4. Spieltag, beim 2:2 gegen Manchester City. Einen Spieltag später folgte auch sein erstes Tor, welches er beim 3:0-Erfolg gegen Aston Villa erzielen konnte. Über die komplette Saison hatte Welbeck aber auch mit vielen Verletzungen zu kämpfen und so verpasste er auch die Rückrunde in seiner letzten Saison beim FC Arsenal. Des Weiteren absolvierte er für den FC Arsenal auch acht Spiele in der UEFA Champions League und konnte drei Tore erzielen. Diese Tore erzielte er alle bei dem 4:1-Erfolg gegen Galatasaray Istanbul.
Kurz vor dem Beginn der Saison 2019/20 wechselte Welbeck zum FC Watford. Für den FC Watford absolvierte er in dieser Spielzeit 14 Spiele und konnte dabei nur ein Tor erzielen. Am Ende konnte der Verein die Klasse nicht halten und man stieg gemeinsam in die EFL Championship ab. Am 6. Oktober 2020 wurde der Vertrag mit Danny Welbeck vorzeitig aufgelöst.
Im Oktober 2020 ging der Engländer wieder zurück in die Premier League und dort schloss er sich Brighton & Hove Albion an. Er unterschrieb einen Vertrag für die Saison 2020/21.

### International
Danny Welbeck debütierte bereits im Oktober 2005 mit 14 Jahren in der U16-Nationalmannschaft Englands. Für die U-17 erzielte er das entscheidende Tor im Qualifikationsspiel gegen Serbien zur Teilnahme an der U-17-Fußball-Europameisterschaft 2007. Im Turnier selbst erreichte Welbeck mit seiner Mannschaft das Finale und qualifizierte sich für die U-17-Fußball-Weltmeisterschaft 2007 (es war die erste U17-WM überhaupt für England). Im Spiel gegen Neuseeland erzielte Welbeck zwei Tore und verhalf dem Team zum Weiterkommen bis ins Viertelfinale des Turniers. Am 29. März 2011 gab Welbeck in einem Freundschaftsspiel sein Debüt für die englische A-Nationalmannschaft; Gegner war ausgerechnet Ghana. Bei seiner Einwechslung wurde er von den Anhängern Ghanas ausgepfiffen, da Welbeck auch für die Ghanaer spielberechtigt gewesen wäre.

## Titel/Auszeichnungen
Manchester United
- Englischer Meister: 2013
- Englischer Ligapokal: 2009
- FA Community Shield: 2011
- Klub-Weltmeisterschaft: 2008

FC Arsenal
- FA-Cup: 2015, 2017